# 棉花小兔
《棉花小兔》是日本插畫家近藤亞希原作的繪本、與改編網路動畫和電視動畫。中文版繪本由布克文化代理。電視動畫版曾經在龍華動畫台播放。
原本是在主婦與生活社出版社網站上發表，（日文）標題名為《。》。自2016年7月31日起，也開始在comico PLUS連載。黃色的聲音是慕菲，淺藍色的聲音是索拉，綠色的聲音是凱利。白色的聲音是其他角色。

## 作品介紹
這部作品內容描述了一隻小兔子慕菲和周圍的朋友的生活。網絡動畫版本基本上沒有對話。電視動畫版本是用定格動畫（布偶動畫），並且會給角色發出聲音。在官方網站上以純棉動畫（全球首部！用棉花製成的定格動畫！）的形式介紹。

## 登場角色
聲音來自電視動畫版。
慕菲（CV：（日本）佐藤晴香 金子涵 （中国)）
本作品主角，是一隻小小白色的兔子。
電視動畫版中，設定她獨自居住在棉花田（綿畑）裡。
凱利（CV：（日本）德本恭敏
慕菲的第一個朋友，是一隻青蛙，也是一個音樂家。身穿橙色背心。
莫古（CV：（日本）新田英人）
森林郵遞員。是一隻鼴鼠。
阿李（CV：（日本）沖田愛）、阿蘇（CV：（日本）葛谷知花）
是一對松鼠兄弟。哥哥是阿李，弟弟是阿蘇。
月亮（CV：（日本）石川悅子 苏婉 （中国)）
注視慕菲的月亮。每集的尾聲會與慕菲對話。
索拉（CV：（日本）工藤晴香）
是一隻與慕菲最親近的黑貓。

## 網路動畫

### 製作人員（網路動畫）
- 原畫、美術、動畫設計：本間美冴
- 上色：、野林保、景山黑兔、江戶川、fla3
- 導演：塚原重義（日语：塚原重義）
- 原作：近藤亞希

### 各集標題（網路動畫）
（全13話）

## 電視動畫
已於NHK教育頻道每週一的5分鐘迷你動畫時段播出。之後也在NHK BS Premium重播。

### 製作人員（電視動畫）
- 導演：弗朗切斯科·米塞里
- 製作：、米塞里工作室（日语：ミッセーリ・スタジオ）
- 角色設計：近藤亞希

### 日本語版製作
- 翻譯：石田淳子
- 錄音：依田章
- 演出：岡屋有希

### 各集標題（電視動畫）
第1季

第2季
第3季
第4季

## DVD
Sony Creative Products，發行：NHK ENTERPRISES，發貨商：松竹，銷售商：東寶。
日食篇
編）

約定篇

## 繪本
- （近藤亞希×相澤太郎一（日语：相澤タロウイチ））主婦與生活社 2008年5月發行 ISBN 978-4391136067
- （近藤亞希×相澤太郎一）主婦與生活社 2008年12月發行 ISBN 978-4391137194
- （近藤亞希）主婦與生活社 2013年6月14日發行 ISBN 978-4391143881
- （近藤亞希）主婦與生活社 2015年1月5日發行 ISBN 978-4391146035

## 腳註

### 資料來源
1. ↑  . 博客來.   [2021-03-21]. （原始内容存档于2017-08-02） （日语）.
2. ↑  .   [2021-03-21]. （原始内容存档于2016-11-07） （日语）.

## 外部連結
- 棉花小兔官方網站 （页面存档备份，存于） （日語）
- 棉花小兔官方的Facebook專頁 （日語）
- 棉花小兔官方的X（前Twitter） （日語）
- YouTube上的棉花小兔官方頻道 （日語）
- YouTube上的棉花小兔官方頻道 （英文）
- 【棉花小兔】NHK動畫世界｜NHK （页面存档备份，存于） （日語）
- 【棉花小兔】商品官方網站｜Sony Creative Products （页面存档备份，存于） （日語）
- 【棉花小兔】4格漫畫官網｜主婦與生活社 （页面存档备份，存于） （日語）